# Cyjaniany
Cyjaniany – grupa związków chemicznych, soli lub estrów kwasu cyjanowego, zawierające ugrupowanie −O−C≡N, w którym atomem wiążącym jest atom tlenu.
Cyjaniany (sole) zawierają jon [OCN]−
, o strukturze [N≡C−O]−
. Są tautomerami izocyjanianów zawierających jon [O=C=N]−
. W normalnych warunkach występują jedynie izocyjaniany, które często nazywa się potocznie cyjanianami.
Izomerami cyjanianów i izocyjanianów są pioruniany, zawierające jon [:C=N−O]−
.